# Hanna Długoszewska-Nadratowska
Hanna Długoszewska-Nadratowska (ur. 10 lutego 1959 w Makowie Mazowieckim) – mgr wychowania plastycznego, muzeolog.
Absolwentka Państwowego Liceum Sztuk Plastycznych w Warszawie, Państwowej Wyższej Szkoły Sztuk Plastycznych w Gdańsku i Podyplomowego Studium Muzeologicznego w Sekcji Historii Sztuki Uniwersytetu Jagiellońskiego. Instruktorka plastyki w Wojewódzkim Domu Kultury w Ciechanowie w latach 1979–1984, we wrześniu 1984 r. rozpoczęła pracę w Muzeum Okręgowym w Ciechanowie (dziś Muzeum Szlachty Mazowieckiej). Od 1992 r. jest dyrektorem tej placówki. Uhonorowana m.in. Srebrnym Krzyżem Zasługi i odznaką Zasłużony Działacz Kultury.

## Ważniejsze publikacje
- Portret szlachty mazowieckiej (katalog wystawy), Ciechanów 1993 (oprac. H. Długoszewska-Nadratowska i J. Królik);
- Pan Prezydent. Rzecz o Ignacym Mościckim, Ciechanów-Pruszków 1996 (red. H. Długoszewska-Nadratowska, M. Piotrowski);
- Adam Kazimierz Feliks Ciemniewski. Wystawa monograficzna, Ciechanów 1997 (red.);
- Gloria victis. W 140. rocznicę powstania styczniowego. Katalog wystawy, Ciechanów-Warszawa 2003 (red. H. Długoszewska-Nadratowska, A. Stawarz, S. Kalembka; oprac. H. Wiórkiewicz, B. Umińska, J. Wałaszyk);
- Amatorska twórczość artystyczna w kręgu kultury ziemiańskiej do 1945 r. Katalog wystawy, Ciechanów 2004 (red. H. Długoszewska-Nadratowska, K. Kozłowska);
- Strój szlachecki i jego elementy. Katalog wystawy, Ciechanów 2007 (oprac. J. Wałaszyk, Z. Ignatowski; sł. wstępne i oprac. red.: H. Długoszewska-Nadratowska, J. Wałaszyk).